# Forte de Santa Maria

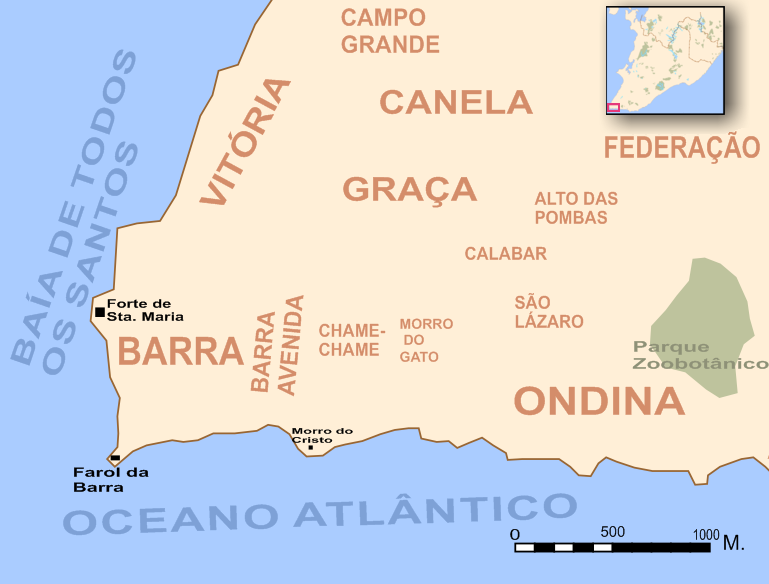
Forte de Santa Maria: mapa de localização.

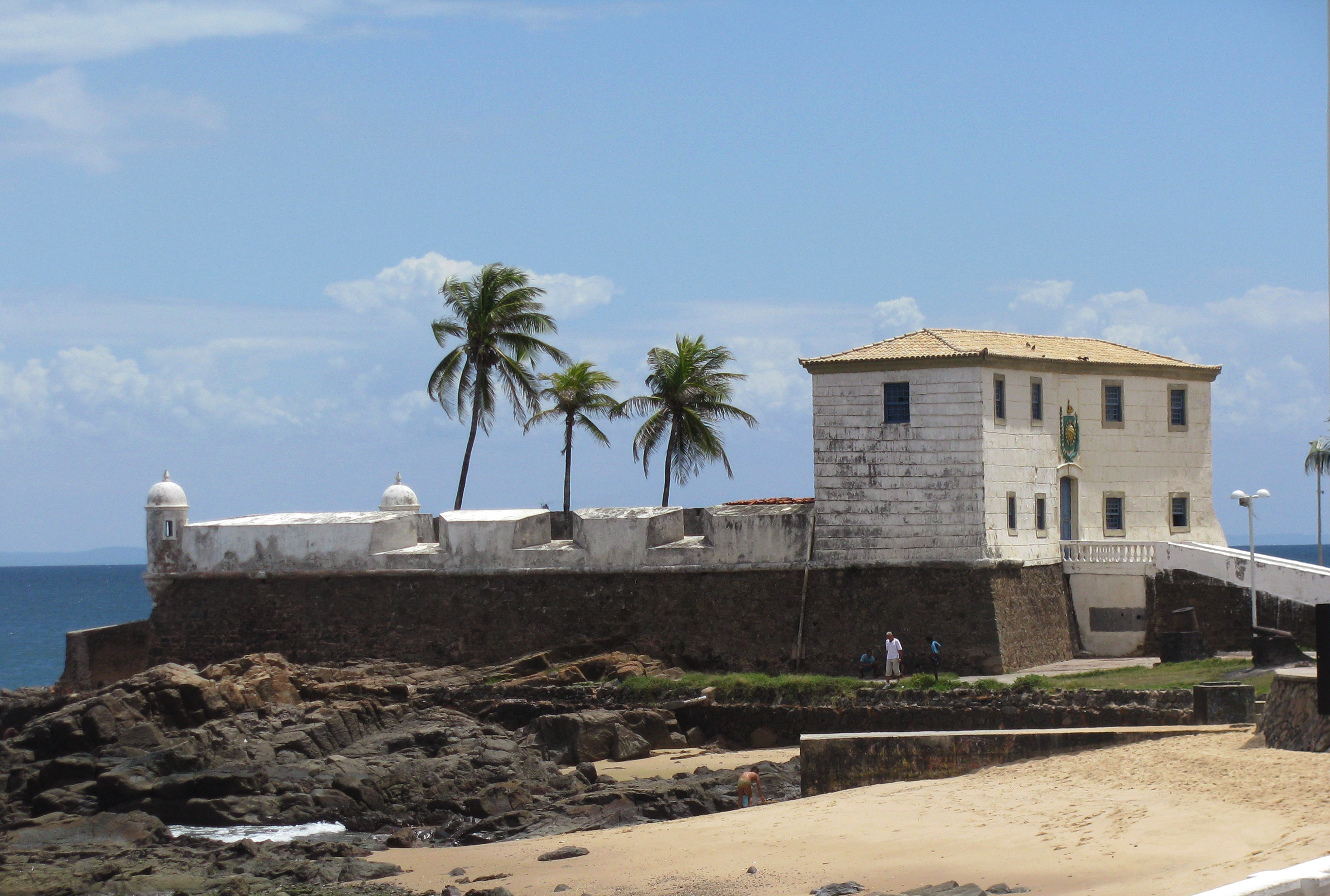
Vista lateral do Forte de Santa Maria.

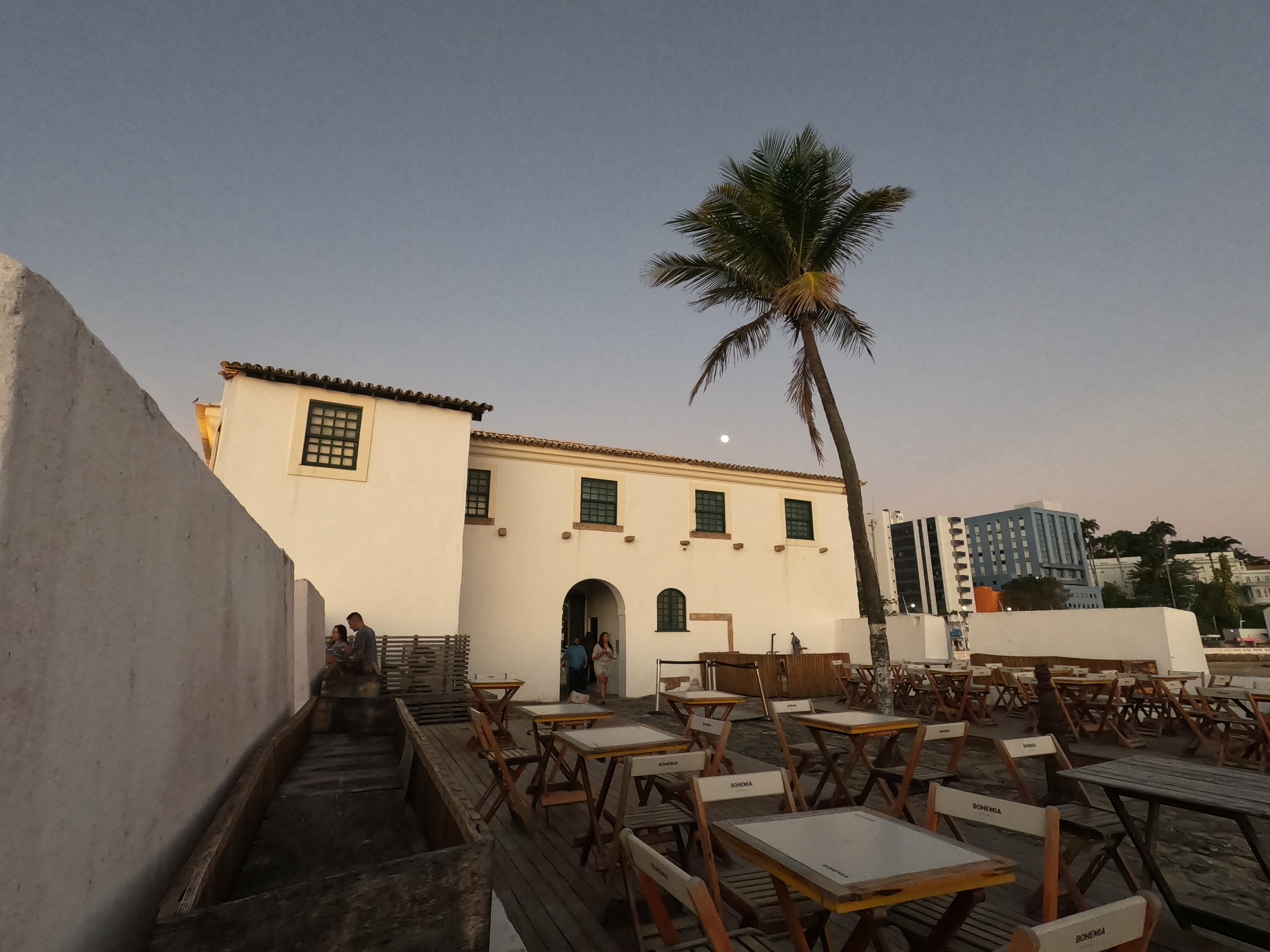
Interior do Forte de Santa Maria.

O Forte de Santa Maria localiza-se ao largo da praia do Porto da Barra, no bairro da Barra, primitivo porto da cidade de Salvador, no litoral do estado da Bahia, no Brasil.

## História

### Os séculos XVII e XVIII
Erguido a partir de 1614 com risco do engenheiro-mor e dirigente das obras de fortificação do Brasil, Francisco de Frias da Mesquita (1603-1634). Constituiu um comando unificado, entre 1624 e 1694, juntamente com o Forte de Santo Antônio da Barra e o Forte de São Diogo, com os quais cruzava fogos na defesa da barra do porto da Vila Velha, local de desembarque do primeiro donatário da Capitania (Francisco Pereira Coutinho, 1536), do primeiro governador-geral (Tomé de Sousa, 1549) e da primeira das Invasões holandesas do Brasil (Johan van Dorth, 1624). À época desta última, era comandante das três praças Paulo Coelho de Vasconcelos.
Após a reconquista portuguesa de Salvador, essa primitiva estrutura do forte foi reformada entre 1625 e 1627. Esse triângulo defensivo, rechaçou, nos meses de abril e maio de 1638, o assalto das forças neerlandesas sob o comando do Conde Maurício de Nassau (1604-1679).
A atual estrutura, em alvenaria de pedra e cal, é de 1696, por iniciativa do Governador Geral João de Lencastre, com desenho atribuído ao engenheiro José Pais Esteves, de influência arquitetônica italiana. De acordo com iconografia de José António Caldas, apresenta planta na forma de um polígono heptagonal, com quatro ângulos salientes e três reentrantes e parapeitos à barbeta. Sobre o terrapleno ergue-se edificação de dois pavimentos abrigando as dependências de serviço (Casa de Comando, Quartel da Tropa e outras), e abaixo dela, a Casa da Pólvora, recoberta por abóbada de berço.
Encontra-se representado numa iconografia de Carlos Julião como "8. Forte de S. Maria", ilustrada com os desenhos de trajes típicos femininos.
BARRETTO (1958) informa que estava guarnecido por um Capitão e dois soldados artilheiros, e artilhado com seis peças de ferro (uma de calibre 24 libras, duas de 18, uma de 12 e duas de 8).

### O século XIX
Em 1809 estava artilhado com dezoito peças, três das quais imprestáveis, assim como a fortificação. Acredita-se que o autor tenha se baseado no "Parecer sobre a fortificação da Capital", do Brigadeiro José Gonçalves Leão, presidente da Junta encarregada pelo Governador da Bahia, em 1809, encarregado de propôr as obras necessárias para a defesa da península e do recôncavo. GARRIDO (1940) segue a informação de SOUZA (1885), porém considerando o ano como 1808.
Ocupado pelos revoltosos durante a Sabinada, ao abandoná-lo os rebeldes levaram doze de suas peças para combater as tropas imperiais em outras partes de Salvador. Após o conflito, foi desarmado.
No contexto da Questão Christie, o "Relatório do Estado das Fortalezas da Bahia" ao Presidente da Província, datado de 3 de agosto de 1863, dá-o como reparado, citando:
"(...) É de figura irregular, tendo a figura de um hectogono com o perímetro de 514 palmos, do qual os dois lados da entrada e partes dos adjacentes, na extensão de 200 palmos são ocupados pelos quartéis e mais acomodações do pessoal e material do Forte.
Monta 8 peças do calibre 24 e outras tantas canhoneiras existentes, e tem banquetas próprias ao emprego da infantaria.
Está convenientemente reparado, sendo somente de notar que não existem plataformas, pelo que os reparos assentam sobre o mesmo solo do terrapleno, o qual, não sendo calçado com lajedos, e embora apresente uma superficie unida e regular, não oferece contudo ao jogo do reparo a necessária resistência, e nem na declividade da superfície o conveniente modificador do recuo: entretanto este Forte está bom, e pode prestar os serviços que seus recursos permitem."

### Do século XX aos nossos dias
No contexto da Primeira Guerra Mundial (1914-1918), em 1915 encontrava-se em ruínas, conservando quatorze peças, inúteis. De propriedade da União, o imóvel foi tombado pelo Serviço do Patrimônio Histórico e Artístico Nacional a partir de 1938. Passou para a administração do Ministério da Marinha a partir do ano seguinte, abrigando o Serviço Hidrográfico daquela arma, sendo utilizada atualmente como residência oficial do Comandante de Sinalização Náutica do Leste.

## Curiosidades
Uma placa comemorativa, no lado direito do Portão de Armas, recorda aos visitantes:
"Aqui desembarcaram aos 9 de maio de 1624 os holandeses comandados por Albert Schonten e aos 30 de maio de 1625 as primeiras tropas restauradoras de D. Fadrique de Toledo Osório. IGHB 1938"
O Brasão Imperial, sobre a entrada, sobreviveu à Proclamação da República Brasileira, sendo digno de nota, assim como a fachada sul da Casa de Comando, recoberta de telhas, tratamento impermeabilizante comum, à época colonial, na região soteropolitana.
Para os aficcionados da telecartofilia, sua fachada e acesso ilustram um cartão telefônico da série Fortes de Salvador, emitida pela Telebahia em junho de 1998.